# Valerio Abbondio
Valerio Abbondio (* 26. Februar 1891 in Ascona; † 13. August 1958 in Mendrisio) war ein Schweizer Lehrer und Dichter.

## Leben
Valerio Abbondio war der Sohn von Carlo Abbondio. Er besuchte das Gymnasium in Ascona und anschliessend das Lyzeum in Lugano. Er immatrikulierte an der Universität Freiburg in italienischer Sprache und Literatur und promovierte in diesem Studienfach zum Doktor. An der staatlichen Universität Mailand erwarb er das Lehrerpatent für Französisch und war von 1916 bis 1852 Französischlehrer am Lyzeum Lugano.
Seine letzten Jahre verbrachte er in Minusio bei seinem Bruder, dem Bildhauer Fiorenzo Abbondio (1892–1980).
Valerio Abbondio blieb zeit seines Lebens unverheiratet.

### Schriftstellerisches Wirken
Valerio Abbondio veröffentlichte zahlreiche Gedichtsammlungen, in denen seine Naturlyrik in den ersten Versuchen von einem starken religiösen Gefühl durchdrungen war. Er war auch Mitarbeiter der Luganer Zeitschrift Pagine nostre, zu der er Essays und Gedichte beisteuerte.

## Schriften (Auswahl)
- La Materia classica nella tragedia italiana del romanticismo, contributo alla storia del teatro italiano. Tesi, Tipografia Luganese, Lugano 1921.
- Betulle. Libreria A. Arnold, Lugano 1922.
- L’eterna veglia. Grassi, Lugano 1928.
- Biobibliografia autografa, manoscritta, brevissima. Lugano 1930.
- Campanule: Poesie. Istituto Editoriale Ticinese, Bellinzona 1932.
- Dopo il tramonto. Pro Grigioni Italiano 1933.
- Il mio sentiero. Istituto Editoriale Ticinese, Bellinzona 1936.
- L’intimo cielo. Tipografia Editrice, Lugano 1940.
- Silenzi. Melisa, Lugano 1943.
- Cerchi d’argento. Libreria Melisa, Lugano 1944.
- Prose e poesie. Edizioni del Giornale del popolo, Lugano 1944.
- Cuore notturno. Mazzucconi, Lugano 1947.
- Francesco Chiesa; Valerio Abbondio; Giuseppe Zoppi: Il diradarsi della nebbia: versi. Tipografia Luganese, Lugano 1950.